# LRTM1
LRTM1 (англ. Leucine rich repeats and transmembrane domains 1) – білок, який кодується однойменним геном, розташованим у людей на 3-й хромосомі. Довжина поліпептидного ланцюга білка становить 345 амінокислот, а молекулярна маса — 38 171.
| 10         |  | 20         |  | 30         |  | 40         |  | 50         |
| ---------- |  | ---------- |  | ---------- |  | ---------- |  | ---------- |
| MKGELLLFSS |  | VIVLLQVVCS |  | CPDKCYCQSS |  | TNFVDCSQQG |  | LAEIPSHLPP |
| QTRTLHLQDN |  | QIHHLPAFAF |  | RSVPWLMTLN |  | LSNNSLSNLA |  | PGAFHGLQHL |
| QVLNLTQNSL |  | LSLESRLFHS |  | LPQLRELDLS |  | SNNISHLPTS |  | LGETWENLTI |
| LAVQQNQLQQ |  | LDRALLESMP |  | SVRLLLLKDN |  | LWKCNCHLLG |  | LKLWLEKFVY |
| KGGLTDGIIC |  | ESPDTWKGKD |  | LLRIPHELYQ |  | PCPLPAPDPV |  | SSQAQWPGSA |
| HGVVLRPPEN |  | HNAGERELLE |  | CELKPKPRPA |  | NLRHAIATVI |  | ITGVVCGIVC |
| LMMLAAAIYG |  | CTYAAITAQY |  | HGGPLAQTND |  | PGKVEEKERF |  | DSSPA      |

A: Аланін

C: Цистеїн

D: Аспарагінова кислота

E: Глутамінова кислота

F: Фенілаланін

G: Гліцин

H: Гістидин

I: Ізолейцин

K: Лізин

L: Лейцин

M: Метіонін

N: Аспарагін

P: Пролін

Q: Глутамін

R: Аргінін

S: Серин

T: Треонін

V: Валін

W: Триптофан

Задіяний у такому біологічному процесі, як альтернативний сплайсинг. 
Локалізований у мембрані.